# Rolando Guaves
Rolando Guaves (nascido em 8 de janeiro de 1945) é um ex-ciclista filipino. Ele representou seu país em dois eventos durante os Jogos Olímpicos de Verão de 1968.